# Narthang
Le monastère de Narthang (Nartang Gompa, tibétain : སྣར་ཐང་དགོན་པ, Wylie : snar thang dgon pa) est un monastère tibétain gelugpa situé à 15 km à l'ouest de Shigatsé. Fondé en 1153 par Tumtön Lodrö Dragpa (de), un disciple de Sharawa Yönten Dragpa (de), Narthang, initialement Kadampa, fut le 4e grand centre monastique du Tibet central (avec Shalu, Sakya et Tashilhunpo).
C'est dans ce monastère que le 1er dalaï-lama, Gedun Drub, prit ses vœux de novice, en 1405, de Khenchen Drupa Sherab, l'abbé du monastère.
Le 1er Kanjur fut compilé à Narthang au XIVe siècle et le monastère devint par la suite l'un des principaux centres d'impression du Tibet (avec le palais du Potala et Derge).
Le 5e panchen-lama, Lobsang Yeshe, a pris le contrôle du monastère et les panchen-lama ont continué à imprimer les écritures bouddhistes, le Kanjur et le Tanjur jusqu'en 1959. Les cinq bâtiments principaux du monastère de Narthang et le grand hall de chants ont été rasés par l'armée chinoise et les gardes rouges, notamment en 1966 durant la révolution culturelle. Il contenait des peintures murales du XIVe siècle inestimables, probablement peintes par des artistes lettrés du monastère de Shalu proche. Aujourd'hui seules les fondations de brique peuvent être discernées, bien que les parties de style mongol des murs de forteresse soient toujours debout.

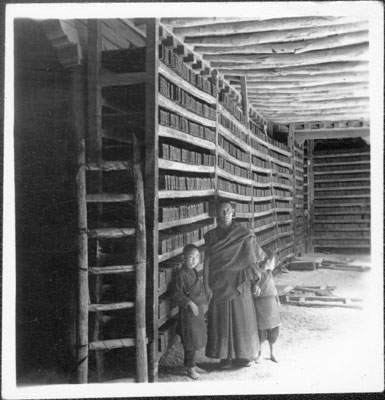
Bibliothèque de planches d'imprimerie xylographique au monastère de Narthang, 1948